# Brachyphylla cavernarum
Genre
Espèce
Statut de conservation UICN

 LC  : Préoccupation mineure
Brachylla cavernarum est une espèce de chauve-souris appartenant au genre Brachyphylla. Cette espèce peut se rencontrer aux Caraïbes de Porto Rico à Saint-Vincent et à la Barbade.

## Taxonomie
Trois sous-espèces de Brachyphylla cavernarum sont connues. Brachyphylla cavernarum cavernarum est la plus grande et est présente de Sainte-Croix à Saint-Vincent. Brachyphylla cavernarum intermedia, d’une taille intermédiaire, peut être rencontrée à Porto Rico et aux îles Vierges à l’exception de Sainte-Croix. Brachyphylla cavernarum minor, présente à la Barbade, se caractérise par sa petite taille.

## Description physique
Brachyphylla cavernarum a des poils de couleur blanche à jaune clair à la base et plus sombre à la pointe. Les adultes mesurent de 65 à 118 mm avec un avant-bras de 51 à 69 mm de longueur. Leur poids moyen est de 45 grammes.

## Écologie

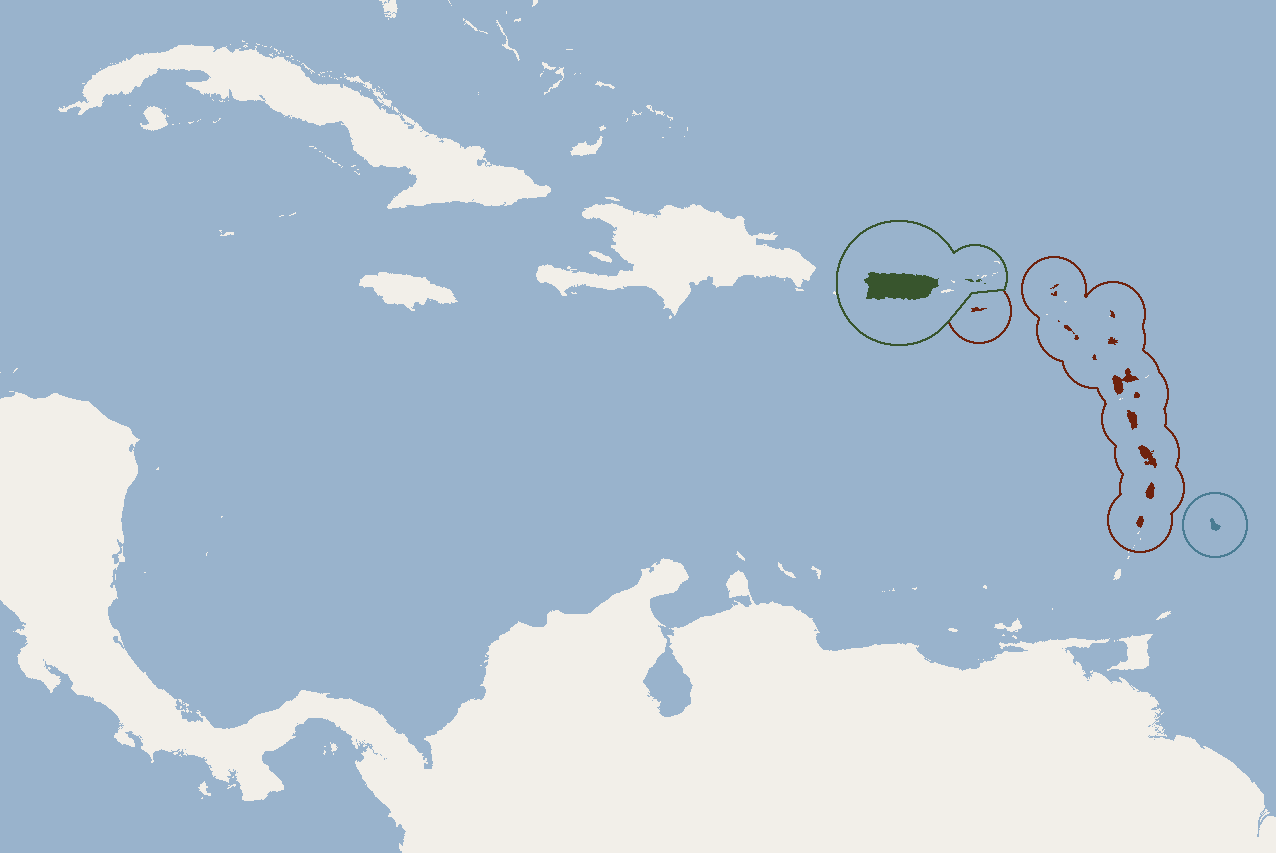
Répartition de Brachyphylla cavernarum.

Brachyphylla cavernarum peut se rencontrer à Porto Rico, aux îles Vierges et dans les basses Antilles de Saint-Vincent à la Barbade. Les chauves-souris logent dans différents endroits : bâtiments désaffectés, grottes, crevasses, grands puits ou rochers. Elles préfèrent les endroits où ils ne sont pas exposés au soleil, bien que l’on puissent rencontrer des colonies importantes sous le soleil. L’espèce peut se rencontrer dans la végétation arborescente sèche à Saint-John (Îles Vierges américaines).
Brachyphylla cavernarum se nourrit de différents fruits dont la papaye, la mangue, le myrobalan, le fruit du cordia, celui du roystonea et la sapote. En captivité l’espèce a été observée consommant des bananes, des pommes, des poires, des melons, des pêches et des fleurs de Kapok, d’arbre à saucisses, de sapotillier, de porcher et de courbaril. Ils peuvent à l’occasion s’intéresser aux insectes dont une espèce de papillons de nuit (Macronyssidae), deux espèces de Diptera (Streblidae), une espèce de tique (Argasidae) et deux espèces de mite à chauves-souris (Labidocarpidae). Ces chauves-souris se nourrissent dans la canopée des forêts ou sur le sol.

## Comportement
Brachyphylla cavernarum entre en activité une heure après le coucher du soleil et 20 minutes après Artibeus jamaicensis. Elle revient juste avant l’aube.

## Sources
- (en) Cet article est partiellement ou en totalité issu de l’article de Wikipédia en anglais intitulé « Greater bulldog bat » (voir la liste des auteurs).